# E. T. A. Hoffmann
Ernst Theodor Amadeus Hoffmann (eredetileg Ernst Theodor Wilhelm; Königsberg, 1776. január 24. – Berlin, 1822. június 25.) a német romantika egyik kiemelkedő írója, továbbá komponista, zenekritikus, karmester, jogász, grafikus és karikaturista. Az Amadeus keresztnevet művészi eszményképe, Wolfgang Amadeus Mozart után vette fel.

## Élete
Apai és anyai felmenői ügyvédek voltak. Hoffmann az egykori Poroszország fővárosában, Königsbergben született 1776. január 24-én. Édesapja, Christoph Ludwig Hoffmann (1736–1797) is ügyvédi gyakorlatot folytatott. 1767-ben kötött házasságot unokatestvérével, Luise Albertine Doerfferrel (1748–1798). Három gyermekük született. 1778-ban a szülők elváltak, az apa magához vette a tízéves Johann Ludwigot, míg az anya két kisebb fiával rokonaihoz, három testvéréhez költözött, akik meghatározó szerepet töltöttek be a kis Hoffmann életében. Alap- és középfokú tanulmányait Königsbergben végezte. Az iskolában barátságot kötött Theodor Gottlieb von Hippellel, akit 1786-ban ismert meg. Hippelt a testvérének tekintette. 
Ugyanitt kezdett jogot tanulni 1792-ben. Az államvizsgát 1795-ben tette le.

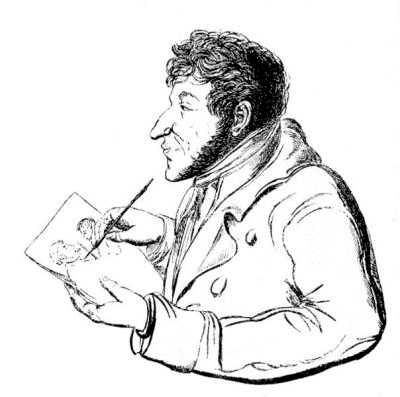
Hoffmann karikatúrája önmagáról

Nem sokkal később Glogauba került, ahol nagybátyjánál, Johann Ludwig Dörffernél lakott. Nagybátyja lányával, Minnával 1798-ban jegyezték el egymást.
1800-tól bírósági titkár lett Poznańban, ahol főnökeit élces torzképeivel felbőszítette. Azért áttették Płockba és később Varsóba, ahol a I. Napóleon francia császár csapatainak bevonulása (1806) véget vetett a porosz kormánynak.
1802-ben felbontották az eljegyzést Minnával, röviddel ezután Maria Thekla Rorer-Trzynskával házasodott össze. 1805-ben lányuk született, aki pár évvel később meghalt.
Hoffmann 1808-ban feleségével Bambergbe költözött, a bambergi színházban karmesteri állást kapott. Innen 1813-ban ugyanilyen minőségben Drezdába ment, ahol zeneműveket, operákat is írt, valamint vitt színre. Végül 1816-ban visszatért Berlinben a bírói pályára, a királyi kamarai törvényszék tanácsosa lett.

## Munkássága
Rendkívül sokoldalú tehetség volt: elmés rajzoló, hivatott zeneszerző, gazdag képzelettel megáldott költő. Ha megkérdezték, elsőként zenésznek vallotta magát, aztán azt mondta, hogy tud rajzolni és ha kell festeni is, és csak harmadszorra említette meg azt, hogy ír is. Legkiválóbbak költői művei, melyek egyéniségének ellentétes fővonásait hatásosan visszatükröztetik: éles boncoló eszét, amely főleg szatírájában nyilvánul meg, és féktelen képzeletét, mely a világot egészen sajátszerű világításban látta, amely mindent szellemekkel és kísértetekkel népesített be és a leghétköznapibb dolgokat is kísértetiesen megeleveníteni és borzalmas szereplőkké tudta átalakítani. Ritka mesélő erejével elfogadhatóvá teszi a legképtelenebb fikciókat, melyeknek hatása alól az olvasó csak nagyon nehezen tud szabadulni.

## Művei
- Leghíresebb műve Az arany virágcserép (Der Goldene Topf. Ein Märchen aus der neuen Zeit)
- Fantáziadarabok Callot modorában (Fantasiestücke in Callot's Manier; 1814–1815)

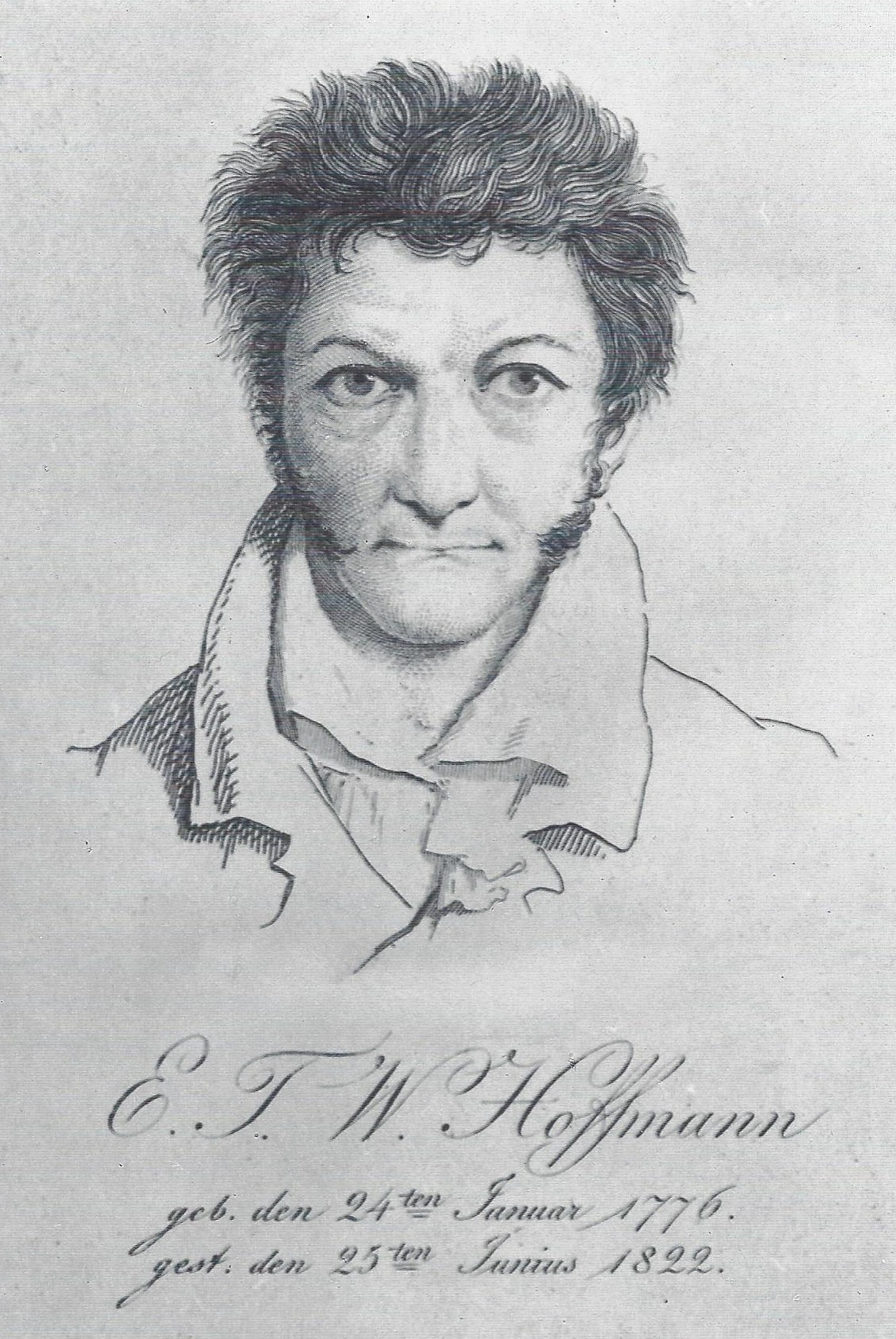
Hoffmann önarcképe (kb. 1810-1820)

- Az ördög bájitala (Die Elixiere des Teufels; 1815)
- Diótörő és Egérkirály (Nußknacker und Mausekönig; 1816)
- Éjféli mesék (Nachtstücke; 1817) benne:
  - A homokember (Der Sandmann)
  - A fogadalom (Das Gelübde)
  - Denner Ignác (Ignaz Denner)
  - A g-i jezsuita templom (Die Jesuitenkirche in G.)
  - A majoret (Das Majorat)
  - Az elhagyott ház (Das öde Haus)
  - Sanctus (Das Sanctus)
  - A kőszív (Das steinerne Herz)
- Seltsame Leiden eines Theater-Direktors (1819)
- A kis Zaches, más néven Cinóber (Klein Zaches, genannt Zinnober; 1819)
- Spielerglück 1819

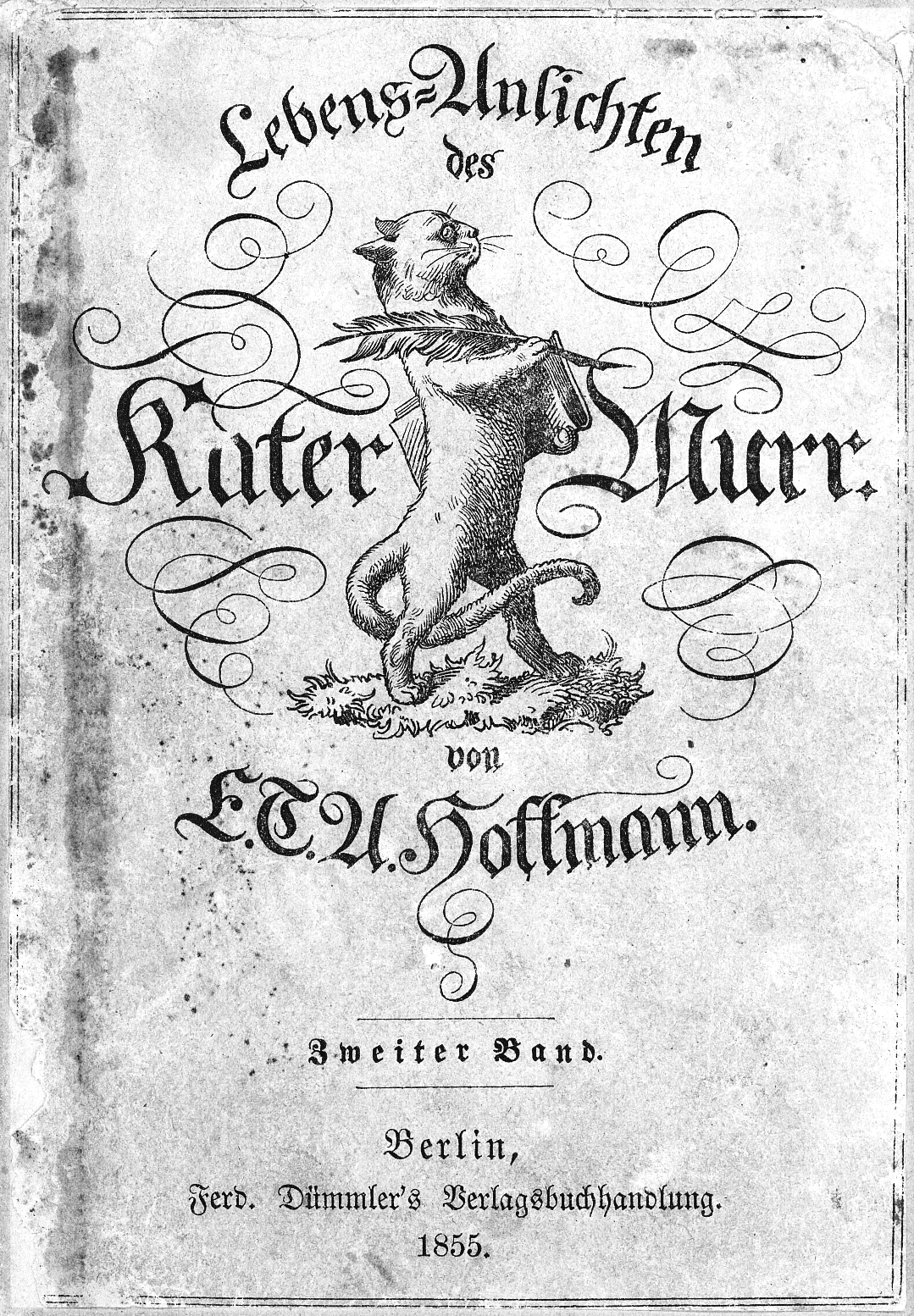
A Murr kandúr harmadik kiadásának címlapja

- Szerápioni testvérek (Die Serapionsbrüder) benne:
  - A faluni bánya (Die Bergwerke zu Falun)
  - Doge und Dogaresse
  - Meister Martin der Küfner und seine Gesellen
  - Scuderi kisasszony (Das Fräulein von Scuderi), detektívsztori
- Brambilla hercegnő (Prinzessin Brambilla) 1820 //
- Murr kandúr életszemlélete (Lebensansichten des Katers Murr) 1820
- Die Irrungen 1820
- Die Geheimnisse 1821
- A hasonmás (Die Doppelgänger) 1821
- Floh mester (Meister Floh) 1822
- Des Vetters Eckfenster 1822
- Der unheimliche Gast

## Magyarul

### 1919-ig
- A piros ház. Elbeszélés 8-12 éves gyermekek részére; Hoffmann A. után Zempléni P. Gyula; Révai-Salamon Ny., Budapest, 1880
- Szászorszépek. 85 mese és elbeszélés fiúk és leányok számára; Hoffmann, Schmid s mások után átdolg. K. Beniczky Irma; Eisler, Budapest, 1890
- E. T. Amadé Hoffmann: Kis Zakar. Tündérmese; ford. Csernátoni Gyula; Franklin, Budapest, 1893
- Hoffmann E. T. A. elbeszéléseiből; ford. Alexander Erzsi; Lampel, Budapest, 1903 (Magyar könyvtár)
- Apró mesék; Hoffmann et al. után átdolg. K. Beniczky Irma; Athenaeum, Budapest, 1909
- Doge és dogaressa; ford. Németh Béla; Nánásy Ny., Nagybánya, 1914
- Scuderi kisasszony; Muskát Ny., Budapest, 1918 (Világregények)
- Az aranycserép; ford. ifj. Gaál Mózes; Athenaeum, Budapest, 1919 (Modern könyvtár)

### 1920–1944
- Az ördög bájitala. Medardus testvér, kapucinus barát hátrahagyott írásai; ford. Fónagy Béla; Kazinczy, Budapest, 1920
- Nádor Mihály: Donna Anna. Opera; szöveg E. T. A. Hoffmann motívumai nyomán Mohácsi Jenő; Bárd, Budapest, 1920 (Magyar Nemzeti Operaház könyvtára)
- Scuderi kisasszony; Kosmos, Bratislava, 1921 (Kosmos könyvtár)
- Muzsikustörténetek; ford. Cserna Andor; Rózsavölgyi, Budapest, 1921 (Kis Helikon)
- Az idegen gyermek. Mese; ford. Gedő Elza; Sacelláry, Budapest, 1921
- Az elhagyott ház; ford. Kovács Dénes; Kellner, Budapest, 1921
- Az Artus-udvar; ford. Takács Mária; Világirodalom, Budapest, 1922 (E. T. A. Hoffmann válogatott művei)
- Scudéry kisasszony; ford. Rédey Tivadar; Világirodalom, Budapest, 1922 (E. T. A. Hoffmann válogatott művei)
- Martin mester kádár és legényei; ford. Rédey Tivadar; Világirodalom, Budapest, 1922 (E. T. A. Hoffmann válogatott művei)
- A borzalmas ékszerek. Elbeszélés XIV. Lajos korából. Regény; Légrády, Budapest, 1923
- Diótörő és egérkirály; ford. Juhász Andor; Béta, Budapest, 1924
- Gluck lovag. Az eredeti teljes szöveg és hű magyar fordítása; ford. Czebe Gyula; Lantos, Budapest, 1925 (Kétnyelvű klasszikus könyvtár)
- Brambilla hercegnő. Capriccio Jacques Callot metszeteihez; ford. Sárközi György; Franklin, Budapest, 1926
- Scudéri kisasszony; Temesvári Hírlap, Temesvár, 1926
- Éjféli mesék; ford. Sajó Aladár; Franklin, Budapest, 1927 (Mindnyájunk könyvtára)
- Jacques Offenbach: Hoffmann meséi. Fantasztikus opera; szöveg Th. Amadeus Hoffmann nyomán Barbier Gyula; Bárd, Budapest, 1927 (Operaházi könyvtár)
- A leánykérők; ford. Várkonyi Nándor; Dunántúl, Pécs, 1929 (Dunántúl-könyvtár)
- Titokzatos ékszerek. Regény; ford. Molnárné Krasznai Elza; Tolnai, Budapest, 1930 (Tolnai regénytára)
- Brambilla hercegnő / Diótörő és egérkirály; ford. Sárközi György, bev. Pukánszky Béla; Franklin, Budapest, 1930 (Élő könyvek. Külföldi klasszikusok)
- Der vampir / A vámpír. Az eredeti szöveg hű fordítása; ford. Trócsányi Zoltán; Uránia, Budapest, 1933 (Kétnyelvű klasszikus könyvtár)
- Válaszúton; ford. Barsi Ödön; Nemzeti Figyelő, Budapest, 1943 (A Nemzeti Figyelő regények)
- Az elveszett vőlegény; Aurora, Budapest, 1943
- Az ördög bájitala. A kapucinus rendi Medardus barát hátrahagyott feljegyzéseiből; ford. Kolozsvári Grandpierre Emil, bev. Rónay György; Franklin, Budapest, 1943 (A regényírás mesterei)
- Olimpia. Kisregény; átdolg. Forrai Miklós; Központi, Budapest, 1943 (Csillagos regény)
- Két lélek szerelme; Bartsch, Budapest, 1943 (Hétfői regény)

### 1945–1989
- Diótörő és egérkirály; Ifjúsági, Bukarest, 1955 (Tanulók könyvtára)
- Brambilla hercegnő. Elbeszélések; vál. Gergely Erzsébet, ford. Gergely Erzsébet et al., bev. Benedek Marcell, jegyz. Szabó Ede; Európa, Budapest, 1959 (A világirodalom klasszikusai)
- Ritter Gluck / Gluck lovag; ford. Keresztury Dezső; Terra, Budapest, 1959 (Kétnyelvű kis könyvtár)
- E. T. A. Hoffmann válogatott zenei írásai; szerk., ford. Várnai Péter, bev. Benedek Marcell, ill. a szerző; Zeneműkiadó, Budapest, 1960
- Kis Zaches, más néven Cinóber; ford. Háy Gyula; Magyar Helikon, Budapest, 1963
- Murr kandúr életszemlélete, valamint Johannes Kreisler karmester töredékes életrajza. Regény; ford., jegyz. Szabó Ede, versford. Eörsi István; Európa, Budapest, 1967
- Arany cserép / Diótörő és Egérkirály; ford. Szegő György; Creanga, Bukarest, 1972 (Minden gyermek könyve)
- Csajkovszkij: A Diótörő; szöveg E. T. A. Hoffmann nyomán V. I. Vajnonnen, ford. Balassa Imre, Gál György Sándor, ill. Márk Tivadar; Fővárosi Ny., Budapest, 1972
- Diótörő / Diótörő és Egérkirály / Az idegen gyermek; ford. Sárközi György, Juhász Andor, átdolg. Tarbay Ede; Móra, Budapest, 1979 (Mókus könyvek)
- Az arany virágcserép / Scuderi kisasszony. Két kisregény; ford. Horváth Zoltán, Gergely Erzsébet, utószó Szeghalmi Elemér; Szépirodalmi, Budapest, 1979 (Olcsó könyvtár)
- Az arany virágcserép. Válogatott novellák; ford. Barna Imre et al., vál., utószó Halász Előd; Európa, Budapest, 1982 (A világirodalom remekei)

### 1990–
- Az arany virágcserép / A homokember / Scuderi kisasszony; ford. Bor Ambrus, Barna Imre, Gergely Erzsébet; Európa, Budapest, 1993 (Európa diákkönyvtár)
- Az elvesztett tükörkép története. Novellák; vál., szerk., jegyz. Halasi Zoltán, ford. Györffy Miklós, Halasi Zoltán, Tandori Dezső, ill. a szerző; Magvető, Budapest, 1996
- Az arany virágcserép / Scuderi kisasszony / Unokabátyám sarokablaka. Három kisregény; ford. Horváth Zoltán, Gergely Erzsébet, Győrffy Miklós; Magyar Könyvklub, Budapest, 2002 (Iskola – könyv)
- Újabb hírek Berganza kutya sorsáról / Művészlelkek – rokonlelkek; ford. Dévény István, utószó Pukánszky Béla; Attraktor, Máriabesnyő-Gödöllő, 2005
- A király menyasszonya / A faluni bánya / A titokzatos vendég / Vámpírizmus; ford. Kajsza Krisztina; Attraktor, Máriabesnyő-Gödöllő, 2006
- Diótörő és Egérkirály; újra elmesélte Ilse Binting, ford. Szabó Mária; Ciceró, Budapest, 2007 (Klasszikusok kisebbeknek)
- Fantáziadarabok Callot modorában. Lapok egy utazó rajongó naplójából, 1-2.; előszó Jean Paul, ford., jegyz., utószó Horváth Géza; Cartaphilus, Budapest, 2007
- Martin mester és a kádársegédek / Töredékek három jóbarát életéből / Szerapion remete; ford. Dévény István; Attraktor, Máriabesnyő-Gödöllő, 2008
- Florencia Cafferata: Ünnepség a babaházban; E. T. A. Hoffmann meséje alapján; Napraforgó, Budapest, 2009
- A diótörő; átdolg. Rita Balducci, ford. Zilahi Judit; Reader's Digest, Budapest, 2010
- Diótörő; rajz Rogán Miklósné; Diafilmgyártó Kft., Budapest, 2011 (Lapozható dia mesék)
- Diótörő; Hoffmann meséje, Csajkovszkij balettműve alapján szöveg Buda Ferenc; Holnap, Budapest, 2014 + CD
- Az arany virágcserép; ford. Horváth Géza; Helikon, Budapest, 2016 (Helikon zsebkönyvek)
- Diótörő; átköltötte Gordana Maletic, ford. Fehér Tamás; Alexandra, Pécs, 2016

## Kortársai
- Honoré de Balzac
- George Byron
- Johann Wolfgang von Goethe
- Friedrich Hölderlin
- Victor Hugo
- Alekszandr Szergejevics Puskin
- Friedrich Schiller
- Stendhal
- id. Alexandre Dumas